# Папуа (австралийская территория)
Террито́рия Па́пуа (англ. Territory of Papua) — бывшая колония Великобритании, а с начала XX века Австралии, занимавшая юго-восточную часть острова Новая Гвинея. В 1949 году была объединена с австралийской колонией Территория Новая Гвинея, в результате чего образовалась Территория Папуа — Новая Гвинея.

## История

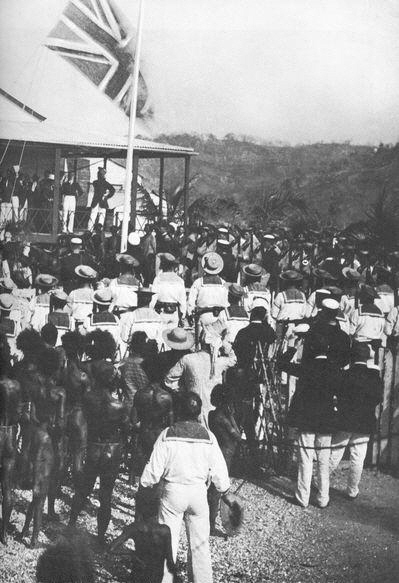
1883 год, церемония подъёма британского флага во время аннексии Квинслендом южной части острова Новая Гвинея

В 1883 году сэр Томас МакИлврайт, премьер-министр австралийского штата Квинсленд, приказал Генри Честеру (1832—1914), который был полицейским магистратом острова Терсди, отправиться в Порт-Морсби и формально аннексировать Новую Гвинею и прилежащие острова от имени британского правительства. Честер выполнил эту церемонию 4 апреля 1883 года, однако британское правительство дезавуировало его действия.
6 ноября 1884 года, после того, как австралийским колониям была обещана финансовая поддержка, территория стала британским протекторатом.
4 сентября 1888 года территория (вместе с прилегающими островами) была формально аннексирована и стала колонией Британская Новая Гвинея.
В 1902 году власть над этими землями была передана новообразованному британскому доминиону Австралия. В соответствии с Актом о Папуа 1905 года, эти земли получили официальное название Территория Папуа, и с 1906 года были формально переданы под управление австралийской администрации.
Во время Второй мировой войны союзникам в основном удалось защитить Территорию Папуа от японского вторжения.
В соответствии с Актом о Папуа и Новой Гвинее от 1949 года Территория Новая Гвинея и Территория Папуа были объединены в единое административное образование Территория Папуа — Новая Гвинея.

## Территория Папуа и Флаг Австралии
Семиконечная звезда Содружества первоначально имела шесть концов, которые символизировали шесть колоний, образовавших федерацию. Однако в 1905 году к Австралии была присоединена Территория Папуа, поэтому летом 1908 года в правительство страны было внесено предложение о преобразовании звезды в семиконечную. О поправках к флагу, одобренных Британским Адмиралтейством, было извещено 19 декабря 1908 года в «Правительственном бюллетене Австралийского Союза», а изменённый дизайн был впервые опубликован спустя несколько месяцев, 22 мая 1909 года. Тем не менее полное описание изменений и характеристика нового флага появились лишь 23 марта 1934 года. С тех пор количество концов на звезде Содружества осталось неизменным, несмотря на присоединение и появление ряда новых территорий, а также получение Папуа — Новой Гвинеей независимости в 1975 году.